# Poma
POMA, również Pomagalski – francuskie przedsiębiorstwo produkujące linowe narciarskie urządzenia holujące oraz napowietrzne koleje linowe; założone w 1936/1947 roku we Fontaine koło Grenoble przez inżyniera polskiego pochodzenia Jeana (Jana) Pomagalskiego.
Z czasem przedsiębiorstwo stało się największym producentem środków transportu linowego we Francji. W latach 70 XX w. założyło w Kieżmarku na Słowacji swoją spółkę-córkę – TATRAPOMA a.s. (od 2010 Tatralift), istniejącą do dziś. W 2000 roku francuskie przedsiębiorstwo rozpoczęło współpracę z włoskim przedsiębiorstwem Leitner AG.
POMA do dziś wytwarza wyciągi narciarskie pracujące w opatentowanym przez J. Pomagalskiego w 1935 roku systemie Poma-Lift.